# Bisbat de Kagoshima
El bisbat de Kagoshima (japonès: カトリック鹿児島教区, llatí: Dioecesis Kagoshimaensis) és una seu de l'Església Catòlica al Japó, sufragània de l'arquebisbat de Nagasaki. Al 2013 tenia 9.383 batejats sobre una població de 1.681.076 habitants. Actualment està regida pel bisbe Paul Kenjiro Koriyama.

## Territori
La diòcesi comprèn part la prefectura de Kagoshima,a l'illa de Kyūshū.
La seu episcopal és la ciutat de Kagoshima, on es troba la catedral de Sant Francesc Xavier.
El territori s'estén sobre 9.166 km², i està dividit en 71 parròquies.

## Història
La prefectura apostòlica de Kagoshima va ser erigida el amb el 18 de març de 1927 breu Aucto pastorum del Papa Pius XI, prenent el territori de la diòcesi de Nagasaki (avui arxidiòcesi).
El 27 de març de 1927 va cedir territori per establir la missió sui juris de Miyazaki.
Al 1947 va cedir territori (les illes Ryukyu) per establir l'administració apostòlica d'Okinawa i les Illes del Sud.
El 25 de febrer de 1955 la prefectura apostòlica va ser elevada al rang de diòcesi amb la butlla Qua sollicitudine del Papa Pius XII.
El 18 de desembre de 1972 cedí una porció del seu territori per tal que s'erigís la diòcesi de Naha.

## Cronologia episcopal
- Egide Marie Roy, O.F.M. † (23 de novembre de 1927 - 1936 mort)
- Paul Aijirô Yamaguchi † (1936 - 15 de setembre de 1937 nomenat bisbe de Nagasaki)
- Francis Xavier Ichitaro Ideguchi † (10 de juny de 1940 - 1955 mort)
- Joseph Asajiro Satowaki † (25 de febrer de 1955 - 19 de desembre de 1968 nomenat arquebisbe de Nagasaki)
- Paul Shinichi Itonaga (15 de novembre de 1969 - 3 de desembre de 2005 jubilat)
- Paul Kenjiro Koriyama, dal 3 de desembre de 2005

## Estadístiques
A finals del 2013, la diòcesi tenia 9.383 batejats sobre una població de 1.681.076 persones, equivalent al 0,6% del total.
| any  | població | població  | població | sacerdots | sacerdots       | sacerdots       | sacerdots             | diaques | religiosos | religiosos | parròquies |
| ---- | -------- | --------- | -------- | --------- | --------------- | --------------- | --------------------- | ------- | ---------- | ---------- | ---------- |
| any  | batejats | total     | %        | total     | clergat secular | clergat regular | batejats por sacerdot | diaques | homes      | dones      |            |
| 1950 | 667      | 1.766.514 | 0,0      | 4         | 4               |                 | 166                   |         | 4          | 11         | 7          |
| 1970 | 9.016    | 1.801.529 | 0,5      | 44        | 11              | 33              | 204                   |         | 47         | 168        | 17         |
| 1980 | 8.822    | 1.772.261 | 0,5      | 47        | 16              | 31              | 187                   |         | 42         | 250        | 23         |
| 1990 | 9.498    | 1.810.341 | 0,5      | 45        | 21              | 24              | 211                   |         | 30         | 235        | 28         |
| 1999 | 9.025    | 1.782.654 | 0,5      | 44        | 21              | 23              | 205                   |         | 27         | 218        | 28         |
| 2000 | 9.063    | 1.787.376 | 0,5      | 41        | 19              | 22              | 221                   |         | 26         | 211        | 29         |
| 2001 | 9.126    | 1.779.273 | 0,5      | 40        | 18              | 22              | 228                   |         | 27         | 212        | 29         |
| 2002 | 9.321    | 1.782.333 | 0,5      | 41        | 18              | 23              | 227                   |         | 28         | 204        | 29         |
| 2003 | 9.322    | 1.778.575 | 0,5      | 39        | 17              | 22              | 239                   |         | 28         | 199        | 29         |
| 2004 | 9.287    | 1.773.301 | 0,5      | 46        | 21              | 25              | 201                   |         | 30         | 187        | 29         |
| 2006 | 9.508    | 1.769.932 | 0,5      | 41        | 17              | 24              | 231                   | 2       | 30         | 173        | 28         |
| 2011 | 9.281    | 1.698.500 | 0,5      | 42        | 19              | 23              | 220                   | 6       | 28         | 133        | 30         |
| 2013 | 9.383    | 1.681.076 | 0,6      | 44        | 22              | 22              | 213                   | 6       | 27         | 152        | 71         |